# Andoche Finot
Andoche Finot est un personnage de La Comédie humaine d'Honoré de Balzac. Ami d'enfance de Félix Gaudissart, il est le fils d'un chapelier de la rue du Coq (actuellement  rue de Marengo). Omniprésent dans les romans de La Comédie humaine, c'est un personnage sans scrupules, capable de « s'aplatir » devant les puissants et de fouler aux pieds les plus faibles.
Il apparaît en 1818 dans César Birotteau, c'est lui qui rédige le prospectus publicitaire pour « l'huile céphalique » que Gaudissart commercialise avec succès. Il vit à cette époque dans le plus grand dénuement. Son prospectus lui rapporte assez d'argent pour qu'il achète un journal en 1820. Il a compris l'importance de la « réclame ».

## Chronologie d'Andoche Finot
- En 1820, dans La Rabouilleuse, il propose à Philippe Bridau de devenir le caissier de son journal.
- En 1821, il annonce qu'il va devenir directeur d'un journal  acheté par le libraire Dauriat qui lui cède un tiers des participations. Il engage Lucien de Rubempré comme rédacteur, dans Illusions perdues, et dîne avec le jeune homme au Rocher de Cancale. Lucien ayant rédigé un pamphlet sur madame de Bargeton et monsieur du Châtelet, il hésite à l'abattre, mais le comte des Lupeaulx et  la marquise d'Espard l'assurent de leur soutien. Finot provoque la ruine de Lucien. Un an plus tard, dans Splendeurs et misères des courtisanes, il tente de se réconcilier avec Rubempré, et il cherche à s'immiscer dans le milieu des dandies. Il fréquente les « mercredis » de Célestine Rabourdin. Finot chercher désespérément à « parvenir », pour effacer ses origines de fils de chapelier et la misère de ses débuts.
- En 1827, dans Ursule Mirouët, il se mêle à la société des « roués parisiens », tels qu'Eugène de Rastignac, Henri de Marsay et Maxime de Trailles. Eugène de Rastignac le surnomme « proxénète littéraire » dans La Peau de chagrin. Dès 1831, dans L'Illustre Gaudissart, il est question de le nommer pair de France.
- En 1832, dans Une fille d'Ève  c'est un habitué des dîners de Florine.
- En 1836, dans La Maison Nucingen, il fait partie du groupe qui dîne dans un salon privé et qui entend raconter l'histoire de la fortune de Frédéric de Nucingen.
- En 1839, dans La Muse du département, Finot propose à madame Schontz de devenir son protecteur, ce qu'elle refuse. Elle lui préfère Arthur de Rochefide. Finot est considéré comme « un parvenu… au bas de l'échelle ».

Andoche Finot est également présent dans :
- Un début dans la vie
- Un prince de la bohème
- Les Employés ou la Femme supérieure
- Béatrix

## À l'écran
Le personnage d'Andoche Finot est interprété à l'écran par : 
- Calvert Carter : La Peau de chagrin (The Slave of Desire), film américain de George D. Baker (1923).
- Claude Cerval, Illusions perdues, téléfilm de Maurice Cazeneuve (1966).